# The Female of the Species (film 1914)
The Female of the Species è un cortometraggio muto del 1914 diretto da Phillips Smalley e Lois Weber.

## Trama
Un allevatore porta dallo sceriffo una zingara, chiedendogli di cacciare dalla sua terra i gitani che vi si sono installati. La donna, però, con il suo animo ardente, infiamma la passione dello sceriffo che resta sedotto da lei. L'uomo ha una fidanzata, Ella, una semplice ragazza di campagna che si sente sfidata dalla sua rivale. Per liberarsene, dichiara allo sceriffo che non vuole avere più a che fare con lui finché la zingara resterà in città. Dovendo scegliere tra le due donne, lo sceriffo si reca dalla zingara dicendole che non possono avere alcun futuro insieme poiché appartengono a due mondi differenti e inconciliabili. La zingara capisce che lui vuole rompere con lei e acconsente ad andarsene via con i suoi compagni .

Dopo la sua partenza, lo sceriffo viene informato che un noto fuorilegge si trova in quella zona e parte alla sua ricerca. Il bandito è riuscito a trovare un rifugio tra i gitani. Ma quando la zingara vuole tornare indietro per liberare lo sceriffo, il fuorilegge la colpisce. Sebbene mortalmente ferita, riesce a raggiungere il luogo dov'è prigioniero lo sceriffo e lo libera. Per difenderlo, viene colpita da una coltellata destinata a lui. Con le sue ultime forze, si gira e pugnala a morte il bandito.

Lo sceriffo riporta il suo corpo in città, osservato da lontano da Ella, la sua fidanzata. E così, quando poi lui bussa alla sua porta, Ella gliela sbatte in faccia. Lui, indignato, getta a terra il medaglione con la foto della ragazza, calpestandolo. La buona ragazza - che si è rivelata per cattiva - gli ha rovinato la vita , la stessa vita che la cattiva ragazza gli aveva salvato.

## Produzione
Il film fu prodotto dalla Rex Motion Picture Company.

## Distribuzione
Distribuito dalla Universal Film Manufacturing Company, il film - un cortometraggio in due bobine - uscì nelle sale cinematografiche statunitensi il 1º gennaio 1914.